# Tomiko Itooka
Tomiko Itooka (japanisch 糸岡 富子 Itooka Tomiko; * 23. Mai 1908 in Osaka; † 29. Dezember 2024 in Ashiya) war eine japanische Supercentenarian. Sie war ab dem 19. August 2024 weltweit die älteste lebende Person, deren Alter wissenschaftlich verifiziert war.

## Leben
Tomiko Itooka wuchs mit zwei jüngeren Schwestern in Osaka auf. In ihrer Jugend spielte sie Volleyball. Auch war sie begeisterte Bergsteigerin und bis ins hohe Alter sehr aktiv.
Im Jahr 1929 heiratete sie einen Textilunternehmer, mit dem sie zwei Töchter und zwei Söhne hatte. Als ihr Mann im Zweiten Weltkrieg als Soldat diente, führte Itooka die Textilfabrik allein. Anfang der 1970er-Jahre gingen beide gemeinsam in den Ruhestand. Ihr Ehemann starb im Jahr 1979. Im Jahr 2019 zog sie mit rund 111 Jahren in ein Pflegeheim in Ashiya. Dort starb sie am 29. Dezember 2024 im Alter von 116 Jahren und 220 Tagen (insgesamt 42.589 Tagen).

## Altersrekorde
Seit dem Tod von Fusa Tatsumi im Alter von 116 Jahren am 12. Dezember 2023 galt Itooka als älteste lebende Person in Japan und in Asien. Nach dem Tod der US-Amerikanerin Edith Ceccarelli am 22. Februar 2024 wurde Itooka der zweitälteste lebende Mensch der Welt, hinter der Spanierin Maria Branyas Morera. Nach deren Tod am 19. August 2024 wurde sie zum ältesten lebenden Menschen.
Nach Itookas Tod galt Inah Canabarro Lucas (* 8. Juni 1908) als weltweit älteste lebende Person, die wiederum nach Inahs Tod am 30. April 2025 durch die Britin Ethel Caterham als älteste lebende Person der Welt abgelöst wurde.